# Théodora de Hohenlohe-Langenbourg
Pour les articles homonymes, voir Hohenlohe-Langenbourg.
Feodora de Hohenlohe-Langenbourg (aussi Théodora de Hohenlohe-Langenbourg, en allemand : Feodore Viktorie Adelheid Prinzessin zu Hohenlohe-Langenburg), née le 7 juillet 1839 à Stuttgart et morte le 10 février 1872 à Meiningen, est une princesse de Hohenlohe-Langenbourg devenue duchesse de Saxe-Meiningen par mariage.

## Biographie
Fille du prince de Hohenlohe-Langenbourg et de la princesse Théodora de Leiningen, la princesse Théodora est une nièce de la reine Victoria du Royaume-Uni. La princesse Théodora épouse en 1858 le duc Georges II de Saxe-Meiningen-Hildburghausen, veuf et père d'un fils et d'une fille, à qui elle donna trois fils :
- Ernest de Saxe-Meiningen (1859-1941), contracte en 1892 une union morganatique
- Frédéric-Jean de Saxe-Meiningen (1861-1914), épouse en 1889 Adélaïde de Lippe-Biesterfeld (1870-1948) d'où postérité
- Victor de Saxe-Meiningen (1865-1865)

La princesse meurt en 1872 à l'âge de 32 ans, quelques mois avant sa mère. 

## Famille
- Sa sœur fut pressentie pour épouser Napoléon III mais le manque d'enthousiasme de la cour d'Angleterre amena le prince de Hohenlohe à décliner la demande française.
- Sa nièce Augusta-Victoria de Schleswig-Holstein-Sonderbourg-Augustenbourg épousera en 1881 le futur Kaiser Guillaume II et sera la dernière impératrice de l'empire allemand.
- Son arrière-petite-fille, Regina de Saxe-Meiningen, épousera en 1951 l'archiduc Otto d'Autriche, chef de la Maison de Habsbourg-Lorraine.